# نشویل (آیووا)
نشویل (به انگلیسی: Nashville) یک منطقهٔ مسکونی در ایالات متحده آمریکا است که در آیووا واقع شده‌است. نشویل ۲۱۸٫۸۵ متر بالاتر از سطح دریا واقع شده‌است.